# Moritz Hermann von Jacobi
Moritz Hermann von Jacobi (in russo Борис Семёнович (Морис-Герман) Якоби?; Potsdam, 9 settembre 1801 – San Pietroburgo, 10 marzo 1874) è stato un fisico e ingegnere prussiano, famoso soprattutto per l'invenzione della galvanoplastica (1837) e per le applicazioni dell'elettromagnetismo a macchine elettriche e veicoli. Lavorò principalmente nell'Impero russo.

## Biografia
Moritz von Jacobi nacque nel 1801 a Potsdam, allora parte del Regno di Prussia. Era figlio di ebrei: suo padre Simone era il banchiere personale del re Federico Guglielmo III di Prussia, mentre la madre, nata Rachele Lehmann, era casalinga. Suo fratello Carl Jacobi fu un famoso matematico.
Jacobi studiò presso l'Università Humboldt di Berlino e l'Università Georg-August di Gottinga. Nel 1834 operò come direttore dei lavori a Königsberg, prima di diventare professore di Architettura nel 1835 a Dorpat (l'attuale Tartu in Estonia). Nel 1837 fu chiamato a San Pietroburgo dove nel 1839 ottenne il posto di professore associato. Nel 1840 l'Accademia russa delle scienze gli assegnò il Premio Demidoff.
Nel 1842 fu nominato professore soprannumerario e nel 1847 membro titolare dell'Accademia russa delle scienze. Poco dopo divenne consigliere di Stato dello zar. Nel 1853 fu eletto membro dell'Accademia Nazionale dei Lincei a Roma.
Morì di un attacco di cuore a San Pietroburgo. È sepolto nel cimitero luterano di San Pietroburgo.

## Contributi scientifici

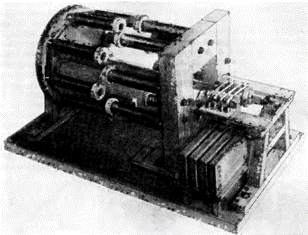
Motore elettrico di Jacobi, museo politecnico di Mosca

Jacobi lavorò principalmente nell'Impero russo. È famoso soprattutto per l'invenzione della galvanoplastica e per le applicazioni dell'elettromagnetismo a macchine elettriche e veicoli.
Già a Gottinga studiò fenomeni galvanici e le applicazioni pratiche della corrente elettrica. Il suo primo motore elettrico funzionante è del 1834, e la sua prima pubblicazione in questo campo apparve a Potsdam nel 1835: "Mémoire sur l'application de l'électromagnétisme au mouvement des machines".  Il 13 settembre 1838 pilotò una nave sulla Neva a San Pietroburgo; mossa da un "motore elettrico Jacobi" con una potenza di 220 W, la nave percorse 7,5 km a una velocità di circa 2,5 km/h.
Nel 1838 inventò la galvanoplastica, un metodo per produrre lastre stampate tramite elettrolisi.
Lavorò inoltre allo sviluppo del telegrafo. Negli anni 1842-1845 costruì per lo zar una linea telegrafica lunga circa 25 km tra il Palazzo d'Inverno di San Pietroburgo e la residenza estiva di Carskoe Selo, usando un cavo interrato. Fu inoltre il delegato russo alla Commissione sulle unità di misura alla Esposizione Universale di Parigi del 1867. Fu un sostenitore del sistema metrico decimale.
Dal 1850 si dedicò a numerosi test su lampade ad arco. Propose una unità per l'intensità di corrente elettrica, lo Jacobi, basata sulla elettrolisi dell'acqua: è l'intensità di corrente che produce un centimetro cubo di ossigeno elettrolitico in un minuto a temperatura e pressione normali. Questa unità di misura fu utilizzata in paesi di lingua tedesca nel primo Novecento.

## Opere
- Mémoire sur l'application de l'électromagnetisme au mouvement des machines. San Pietroburgo (1835)
- M. H. von Jacobi, Die Galvanoplastik, San Pietroburgo, Eggers, 1840.